# ターネー・ビル倒壊事故
ターネー・ビル倒壊事故（ターネー・ビルとうかいじこ）は、2013年4月4日夜（現地時間）、インド・マハーラーシュトラ州ムンバイ近郊のターネーで、建設中の7階建てビルが突然倒壊した事故である。既に35ほどの家族が入居しており、74人が死亡した。